# За момчето
„За момчето“ (на словашки: Za frajerom) е картина на словашкия художник Йозеф Ханула от около 1900 г.
Рисувана е с маслени бои върху платно и е с размери 120 x 70 cm. Най-добрите произведения на Йозеф Ханулка са от периода 1900 – 1918 г. Получава по-голямо признание и остава известен с творбите си от този жанр. Те са създадени след завръщането му в родния край, след като учи в чужбина. Полага много усилия за точното представяне на народните носии и детайлите в ръцете и лицата. Картината има голям успех по време на изложбата на словашките и моравските художници в Ходонин през 1902 г. На картината е изобразено младо момиче в женска народна носия. В лявата си ръка държи прилепена до тялото молитвена книга, а в дясната полско цвете. Критиците отбелязват, че творбата носи носталгични чувства, а същността ѝ представлява алегория на словашкия народ, страдащ под управлението на угърите. Картината се превръща в символ на словашкото изобразително изкуство и за цялата нация.
Картината е част от колекцията на Словашката национална галерия в Братислава.